# Il colore del sole
Il colore del sole è un romanzo di Andrea Camilleri pubblicata dall'editore Arnoldo Mondadori Editore nel 2007.

## Trama
(Andrea Camilleri, Il colore del sole, Introduzione)

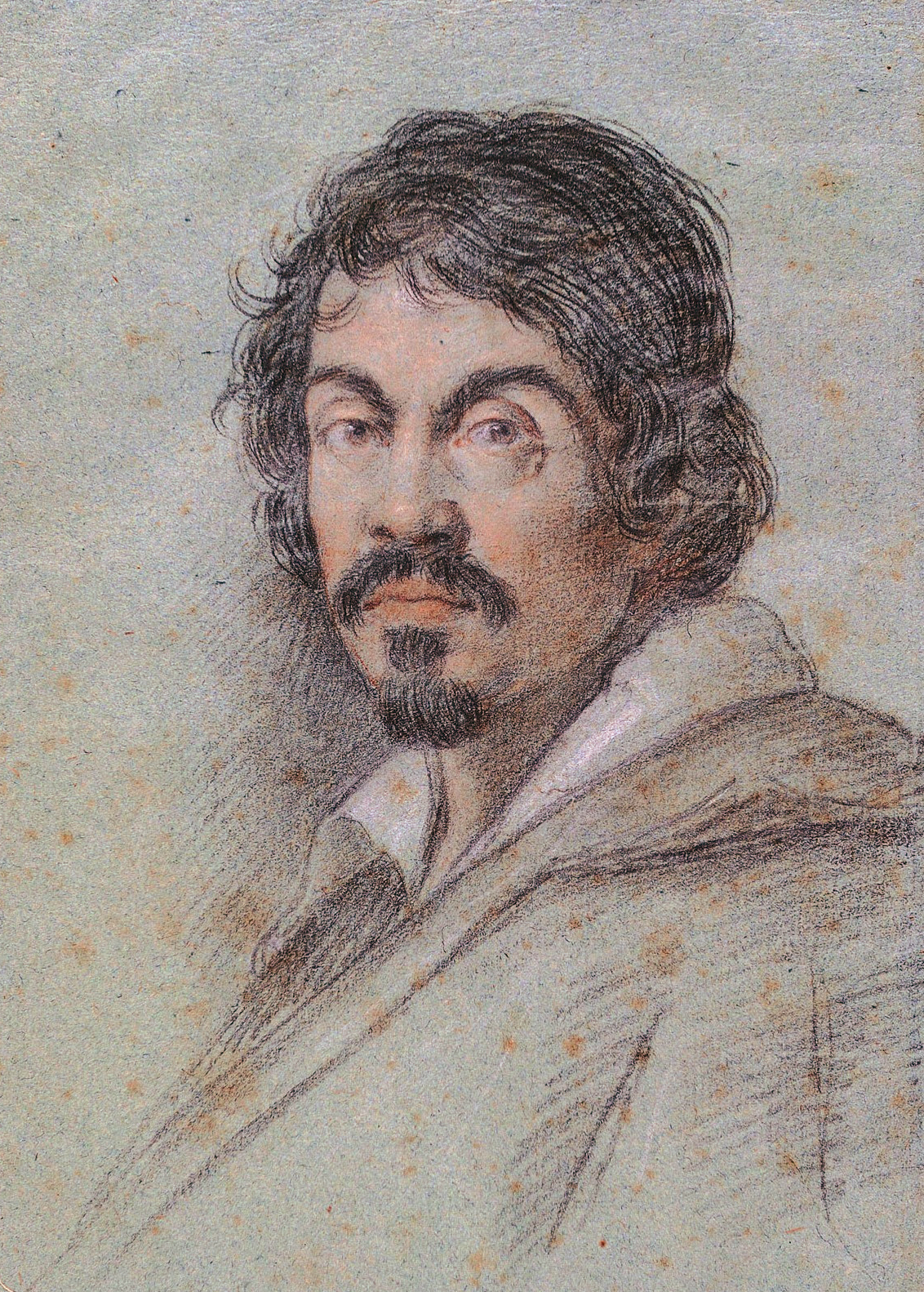
Michelangelo Merisi da Caravaggio

Tutto nasce da un viaggio da Roma a Siracusa, dove Camilleri mancava da molti anni, per assistere a una rappresentazione nell'antico teatro greco. Lo spettacolo non è stato molto soddisfacente anche perché Camilleri vi ha dovuto assistere strizzato da uno spettatore di ampie proporzioni seduto sul gradino accanto: un vicino poco gradevole, vestito alla buona e che puzza di pesce.
Tornato in albergo per cambiarsi d'abito per recarsi a cena a casa di amici «...grande fu la mia meraviglia quando, nel trasferire gli oggetti personali da un vestito all'altro, m'accorsi di avere dentro alla tasca sinistra della giacca indossata per andare al teatro un biglietto che non ricordavo d'averci messo.» 
Da questo momento il racconto assume le tinte del giallo: Camilleri, ormai protagonista del racconto, per vie tortuose viene in possesso del diario autografo del Caravaggio scritto durante il soggiorno del pittore nell'estate del 1607 a Malta e in Sicilia.
Dalla trascrizione di Camilleri del diario, scritto in una lingua  seicentesca incolta e involuta, risalta l'ossessione dell'artista per il "sole nero" che caratterizza e illumina la travagliata vita di Caravaggio e la sua arte.

## Edizioni
- Andrea Camilleri, Il colore del sole, Milano, Mondadori, 2007,  p. 122, ISBN 978-88-04-56207-8.